# Dunham (Québec)
Dunham è un comune del Canada, situato nella provincia del Québec, nella regione di Montérégie.